# Hoplocampa flava
Hoplocampa flava är en stekelart som först beskrevs av Carl von Linné 1761.  Hoplocampa flava ingår i släktet Hoplocampa, och familjen bladsteklar. Arten är reproducerande i Sverige.